# Metal nobre
Metal nobre é um metal pouco reativo e, portanto, resistente à corrosão e oxidação, ao contrário da maior parte dos chamados metais vis, tais como ferro, níquel, chumbo e zinco. Os metais nobres não devem ser confundidos com os metais preciosos, embora muitos metais nobres sejam  preciosos.
Alguns dos metais nobres podem ser dissolvidos em água régia - uma mistura concentrada de ácidos.
Os metais nobres são (em ordem crescente do número atômico):
- aço inoxidável
- rutênio
- ródio
- paládio
- prata
- ósmio
- irídio
- platina
- ouro

Outras fontes incluem o mercúrio, o cobre e o rênio como metal nobre. O titânio,  o nióbio e o tântalo não são chamados metais nobres, apesar de serem muito resistentes à corrosão.